# Championnats du monde de vol à ski 2000
Navigation
Oberstdorf 1998 Harrachov 2002
La 16e édition des championnats du monde de vol à ski s'est déroulée du 12 février 2000 au 14 février 2000 à Vikersund en Norvège qui organise pour la troisième fois la compétition.

## Résultats

### Individuel
| Médaille | Concurrent         | Points |
| Or       | Sven Hannawald     | 536.8  |
| Argent   | Andreas Widhoelzl  | 522.6  |
| Bronze   | Janne Ahonen       | 484.1  |
| 4e       | Tommy Ingebrigtsen | 479.6  |
| 5e       | Noriaki Kasai      | 466.4  |
| 6e       | Martin Schmitt     | 462.1  |
| 7e       | Kazuyoshi Funaki   | 453.5  |
| 8e       | Andreas Goldberger | 450.1  |
| 9e       | Lasse Ottesen      | 447.0  |
| 10e      | Hideharu Miyahira  | 435.6  |